# PTX-COVID19-B
PTX-COVID19-B ويُعرف أيضًا باسم بي تي إكس-كوفيد19-بي، هو لقاح مرشح ضد مرض فيروس كورونا، تعمل شركة «بروفيدنس ثيرابيوتكس» الكندية على تطويره وإنتاجه بتقنية تلقيح الرنا، وهو مخصص للإعطاء عن طريق الحقن العضلي.

## التجارب السريرية
بدأ تطوير اللقاح في عام 2020، ودخل المرحلة الأولى من التجارب السريرية في 26 يناير 2021 في تورنتو بمقاطعة أونتاريو في وسط كندا، وذلك بمشاركة 60 متطوعًا.